# Cyclatemnus dolosus
Cyclatemnus dolosus es una especie de arácnido del orden Pseudoscorpionida de la familia Atemnidae.

## Distribución geográfica
Se encuentra en el sur de  África.